# Rover JET1

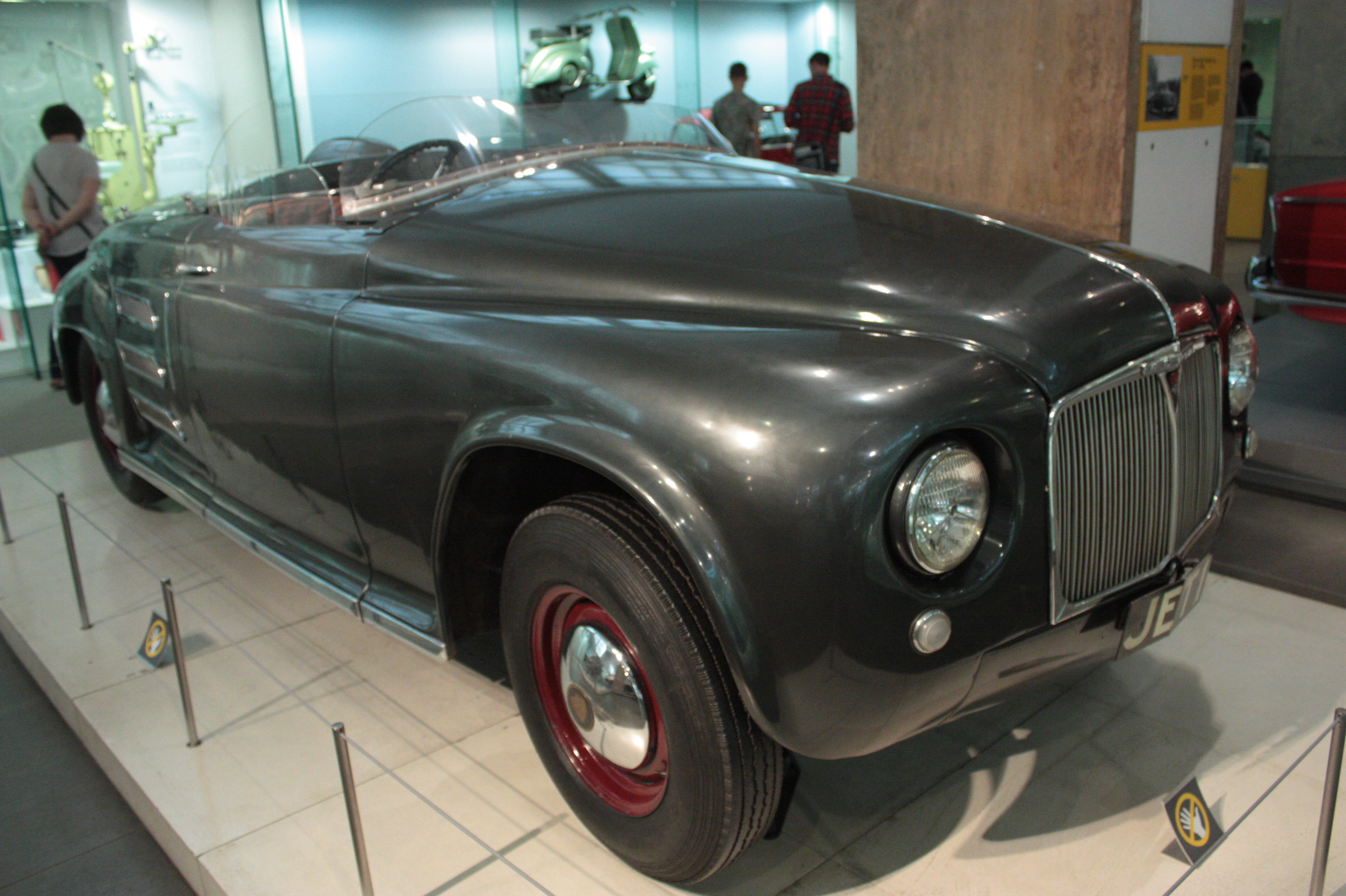
Rover JET1, vue de face.

La Rover JET1 est une voiture à turbine à gaz construite entre 1949 et 1950 par l'entreprise Rover, détenant le record de vitesse d'une voiture à turbine à gaz. 

## Développement
En mars 1950, Rover présente au public le prototype JET1, la première voiture équipée d'un moteur à turbine à gaz. La JET1, une voiture de tourisme ouverte à deux places, dispose d'un moteur placé derrière les sièges, de grilles d'admission d'air de chaque côté de la voiture et de sorties d'échappement sur le dessus de la partie arrière. Lors des essais, la voiture atteint une vitesse maximale de 142 km/h.  
Après avoir été présentée au Royaume-Uni et aux États-Unis en 1950, la JET1 est perfectionnée et soumise à des essais de vitesse sur l'autoroute de Jabbeke en Belgique en juin 1952, où elle dépasse les 240 km/h (150 miles par heure). La JET1 est actuellement exposée au Musée des sciences de Londres. 
Rover a remporté le trophée Dewar en 1950 pour ce travail, en reconnaissance de cette réalisation pionnière. C'était la première fois que ce trophée était décerné depuis 1929. 